# Luanda (provins)
Luanda är en provins i nordvästra Angola med en yta på 18 835 km² och 8 523 574 invånare. Provinsens huvudstad är Luanda.